# Форначи (Белуно)
Форначи (итал. Fornaci) је насеље у Италији у округу Белуно, региону Венето.
Према процени из 2011. у насељу је живело 19 становника. Насеље се налази на надморској висини од 322 м.